# 황인점
황인점(黃仁點, 1740년 ~ 1802년 10월 4일)은 조선 후기의 문신이며 영조의 10녀 화유옹주와 혼인하여 창성위(昌城尉)에 봉해졌다.

## 생애
본관은 창원으로 호조참판을 지낸 황재(黃梓)의 셋째 아들이며, 이조판서를 지낸 황인검(黃仁儉)의 이복 동생이다.
1751년(영조 27년) 영조의 10녀 화유옹주와 혼인이 결정되어 창성위(昌城尉)에 봉해졌다. 화유옹주와의 혼례를 앞두고 화유옹주의 이복 언니인 화협옹주가 사망하자 영조는 화유옹주와 황인점의 길례를 중지할 것을 명하였다.
1753년(영조 29년) 2월 27일, 화유옹주와 혼인하였고, 2년 후에 출궁하였다. 화유옹주와의 사이에서 1남 1녀를 두었다.
영조가 세상을 떠나자 영조의 애책문을 썼으며, 정조가 즉위한 뒤 진하 겸 사은사(進賀兼謝恩使)로 임명되었다. 이 때, 서호수(徐浩修)가 부사(副使)로, 김이희(金履禧)가 서장관(書狀官)으로 그를 따랐다.
1777년(정조 1년), 아내 화유옹주가 종기를 앓다가 세상을 떠났다.
1776년(정조 즉위년)부터 1793년(정조 17년)까지 17년간 진하 겸 사은정사(進賀兼謝恩正使) 1회, 동지 겸 사은정사(冬至兼謝恩正使) 3회, 동지정사 1회, 성절 겸 사은정사(聖節兼謝恩正使) 1회 등 모두 여섯 차례에 걸쳐 청나라 수도 연경(燕京)에 다녀왔다.
1784년(정조 8년) 연경행에 동행했던 이승훈이 《천주실의》 등 천주교 관련 서적들을 반입했는데, 이후 1801년(순조 1년) 신유박해 때 당시 정사로서 이승훈의 서책 반입을 막지 못했다는 이유로 관직이 삭탈되었다.
 
비국(備局)에서 아뢰기를,
"승훈이 그 아비를 따라 연경(燕京)에 들어가서 사서(邪書)를 구입해 왔었을 때에
 정사와 부사가 모두 금단(禁斷)하지 아니하여 행낭에 넣어 가지고 올 수 있었습니다.
(중략)
 정사 황인점(黃仁點)은 진실로 살피지 않은 과실이 있으나,
 이는 숭품(崇品)의 의빈(儀賓)에 관계되므로 곧바로 논죄하여 감단한다면
 조정의 체모를 손상시킬 듯합니다.
(중략)
대왕대비(정순왕후)가 하교하기를,
"묘당의 초기(草記)에, ‘격례(格例)에 구애받아 논단할 수 없다.’라고 하였는데,
 어찌 그 당시 사신으로서 죄를 면할 수 있겠는가?
 창성위(昌盛尉) 황인점(黃仁點)을 삭직하도록 하라."
하였다.— 《순조실록》 2권,
순조 1년(1801년 청 가경(嘉慶) 6년) 3월 3일 (기묘)

1802년(순조 2년) 10월 4일 졸하였다.
자녀는 1남 2녀를 두었는데 아들 황기옥은 먼저 세상을 떠났다. 측실이 낳은 서녀 황씨는 순원왕후의 큰아버지이자 김조순의 형인 김용순의 아들 김손근과 혼인했으나 1827년(순조 27년) 4월, 평안도 덕천에서 도적에게 피살되었다. 황씨를 죽인 범인은 붙잡혀 효수되었다.

## 가족 관계
| - 아버지 : 황재(黃梓, 1689 ~ 1756) - 전어머니 : 안동 권씨(安東 權氏, 1687 ~ 1723) - 권상하의 손녀 - 형 : 황인검(黃仁檢, 1711 ~ 1765) - 어머니 : 덕수 이씨(德水 李氏) - 이성진(李性鎭)의 딸 - 형 : 황인렴(黃仁廉, ? ~ 1775) - 누이 : 서매수(徐邁洙)의 처 - 누이 : 홍병문(洪秉文)의 처 | - 아내 : 화유옹주(和柔翁主, 1740 ~ 1777) - 장남 : 황기옥(黃基玉, 1760 ~ 1794) - 며느리 : 여산 송씨(礪山 宋氏) - 장녀 : 창원 황씨(昌原 黃氏, 생몰년 미상) - 사위 : 김제만(金濟萬, 생몰년 미상) - 측실 : 미상 - 서녀 : 창원 황씨(昌原 黃氏, 1801 ~ 1827) - 도적에 의해 피살됨 - 사위 : 김손근(金遜根, 1800 ~ 1833) - 순원왕후의 사촌 동생 |

## 참고 자료
- 춘추관 관원들 (1781). 《영조실록》.
- 춘추관 관원들 (1805). 《정조실록》.